# Sânmartin (Cluj)
Sânmartin (in ungherese Szépkenyerűszentmárton) è un comune della Romania di 1 631 abitanti, ubicato nel distretto di Cluj, nella regione storica della Transilvania.
Il comune è formato dall'unione di 8 villaggi: Ceaba, Cutca, Diviciorii Mari, Diviciorii Mici, Măhal, Sâmboieni, Sânmartin, Târgușor.